# Подольский, Митрофан Григорьевич
Митрофа́н Григо́рьевич Подо́льский (1918 — 1995) — советский дипломат. Чрезвычайный и полномочный посол.

## Биография
- В 1954—1957 годах — сотрудник посольства СССР во Вьетнаме.
- В 1957—1963 годах — сотрудник аппарата ЦК КПСС.
- В 1963—1967 годах — советник посольства СССР во Вьетнаме.
- В 1967—1969 годах — сотрудник центрального аппарата МИД СССР.
- В 1969—1975 годах — советник-посланник посольства СССР во Вьетнаме.
- В 1975—1976 годах — на ответственной работе в центральном аппарате МИД СССР.
- С 4 декабря 1976 по 9 октября 1980 года — чрезвычайный и полномочный посол СССР в Лаосе.

Похоронен в Москве на Кунцевском кладбище.

## Награды
- Медаль «За оборону Москвы» (14 сентября 1944)
- Медаль «За победу над Германией в Великой Отечественной войне 1941—1945 гг.» (9 мая 1945)
- Медаль «За отвагу» (10 июля 1945)
- Орден Трудового Красного Знамени (22 октября 1971)[1]
- Орден Отечественной войны II степени (6 апреля 1985)
- Орден Дружбы народов